# Kirchheim am Ries
Kirchheim am Ries é um município da Alemanha localizado no distrito dos Alpes Orientais, região administrativa de Estugarda, estado de Baden-Württemberg.